# Brasilianische Tafel
Als Brasilianische Tafel wird in den Geowissenschaften das ausgedehnte Tafelland bezeichnet, das im geologischen Aufbau Brasiliens dem Gebirgswulst der Anden (Kordilleren) vorgelagert ist.
Die Brasilianische Tafel befand sich ursprünglich am Grahamland, von dort löste sie sich im Frühtertiär und bewegte sich ostwärts etwa bis zu den südlichen Orkneyinseln.